# Charles Mulder
Charles Marie Aloy Mulder (Anversa, 1º luglio 1897 – Anversa, 7 maggio 1953) è stato un bobbista e hockeista su ghiaccio belga, medaglia di bronzo olimpica nel bob a quattro a Chamonix-Mont-Blanc 1924.

## Biografia
Attivo negli anni venti, ha gareggiato nel ruolo di pilota per la squadra nazionale belga.
Ha partecipato a due edizioni dei Giochi olimpici invernali: a Chamonix-Mont-Blanc 1924 conquistò la medaglia di bronzo nel bob a quattro con i compagni René Mortiaux, Paul van den Broeck, Victor Verschueren e Henri Willems, mentre a Sankt Moritz 1928 si classificò al sedicesimo posto nella gara a quattro.
Come hockeista ha giocato nella squadra dei Le Puck d'Anvers e ha fatto parte della nazionale belga partecipando a quattro edizioni del campionato europeo, dalla rassegna del 1924 a quella del 1927.

## Palmarès

### Olimpiadi
- 1 medaglia:
  - 1 bronzo (bob a quattro a Chamonix-Mont-Blanc 1924).